# Article 167 de la Constitution belge
L'article 167 de la Constitution belge fait partie du titre IV Des relations internationales. Il confie au pouvoir exécutif fédéral la compétence de diriger les relations internationales ainsi qu'aux gouvernements des communautés et des régions dans les matières les concernant, la Belgique appliquant le principe in foro interno, in foro externo.
Il date du 7 février 1831 et était à l'origine — sous l'ancienne numérotation — l'article 68 § 1 à 5. Il a été révisé le 18 mai 1993.

## Texte
« § 1er. Le Roi dirige les relations internationales, sans préjudice de la compétence des communautés et des régions de régler la coopération internationale, y compris la conclusion de traités, pour les matières qui relèvent de leurs compétences de par la Constitution ou en vertu de celle-ci.
Le Roi commande les forces armées, et constate l'état de guerre ainsi que la fin des hostilités. Il en donne connaissance aux Chambres aussitôt que l'intérêt et la sûreté de l'État le permettent, en y joignant les communications convenables. 
Nulle cession, nul échange, nulle adjonction de territoire, ne peut avoir lieu qu'en vertu d'une loi.
§ 2. Le Roi conclut les traités, à l'exception de ceux qui portent sur les matières visées au § 3. Ces traités n'ont d'effet qu'après avoir reçu l'assentiment de la Chambre des représentants.
§ 3. Les Gouvernements de communauté et de région visés à l'article 121 concluent, chacun pour ce qui le concerne, les traités portant sur les matières qui relèvent de la compétence de leur Parlement. Ces traités n'ont d'effet qu'après avoir reçu l'assentiment du Parlement.
§ 4. Une loi adoptée à la majorité prévue à l'article 4, dernier alinéa, arrête les modalités de conclusion des traités visés au § 3 et des traités ne portant pas exclusivement sur les matières qui relèvent de la compétence des communautés ou des régions par ou en vertu de la Constitution.
§ 5. Le Roi peut dénoncer les traités conclus avant le 18 mai 1993 et portant sur les matières visées au § 3, d'un commun accord avec les Gouvernements de communauté et de région concernés.
Le Roi dénonce ces traités si les Gouvernements de communauté et de région concernés l'y invitent. Une loi adoptée à la majorité prévue à l'article 4, dernier alinéa, règle la procédure en cas de désaccord entre les Gouvernements de communauté et de région concernés. »

## Rôle du Roi
Le Roi a un rôle essentiellement de représentant du prestige de la Belgique.
Avant la Seconde Guerre mondiale, il était considéré que le commandement de l'armée en temps de guerre était un pouvoir personnel du Roi. Ainsi, Léopold Ier, Albert Ier et Léopold III ont chacun dirigé les opérations militaires pendant l'invasion hollandaise de 1831, la Première Guerre mondiale et la Seconde. Lors de l'invasion de la Belgique par l'Allemagne le 10 mai 1940, le gouvernement souhaite être consulté par le Roi, ce qu'il refuse. À la suite de la capitulation, le Roi doit choisir entre ses obligations constitutionnelles, suivre le gouvernement à Londres et ses obligations militaires, partager le sort de ses soldats. Afin d'éviter que de tels événements se reproduisent, une commission retire le pouvoir personnel au Roi de commander l'armée en 1945.

## Assentiment des Chambres
Le paragraphe 2 précise que les Chambres doivent voter une loi d'assentiment aux traités. Cet assentiment déploie les effets du traité en droit interne. L'article n'impose pas que l'assentiment soit fait avant la ratification : il peut donc arriver que la Belgique s'engage en signant et en ratifiant un traité alors qu'il ne sera pas appliqué en droit interne. L'article 7 prévoit néanmoins une exception pour les modifications du territoire.

## Les traités mixtes
Les traités mixtes sont ceux qui concernent à la fois des matières fédérales et celles d'une ou plusieurs entités fédérées. Ils doivent ainsi être ratifiés par chacun des parlements concernés. Par exemple, le traité de Lisbonne a reçu plusieurs normes d'assentiment : une loi fédérale, un décret flamand, un décret de la Communauté française, un décret de la Communauté germanophone, un décret wallon, une ordonnance bruxelloise, un décret de la COCOF et une ordonnance de la COCOM. L'article 81 de la loi spéciale de réformes institutionnelles prévoit une concertation entre le fédéral et le fédéré. Les entités fédérées ne peuvent notamment pas traiter avec des États non reconnus par la Belgique.

## Les traités antérieurs au 18 mai 1993
Avant le 18 mai 1993, tous les traités étaient nationaux. Certaines compétences régies par ces traités sont devenues des compétences communautaires ou régionales. L'autorité fédérale reste néanmoins la seule compétente pour dénoncer ces traités si l'ensemble des communautés ou régions souhaitent le faire. Si toutes ne le veulent pas, le gouvernement fédéral négocie avec les autres hautes parties contractantes une dénonciation partielle du traité.